# Nhanh hơn ánh sáng
Nhanh hơn ánh sáng (Tiếng anh: Faster than light hay FTL) là khái niệm thường dùng để chỉ việc truyền thông hoặc di chuyển của vật chất nhanh hơn tốc độ ánh sáng. Theo Thuyết tương đối hẹp, một hạt có khối lượng nghỉ khác không cần cung cấp một năng lượng vô hạn để đạt tới tốc độ ánh sáng, mặc dù thuyết tương đối hẹp không luôn luôn cấm sự tồn tại của các hạt chuyển động nhanh hơn ánh sáng (xem tachyon).
Mặt khác, một số nhà vật lý đưa ra các giả thuyết về những khả năng hay hiệu ứng "nhanh hơn ánh sáng", cho rằng một khu vực méo mó bất thường của không-thời gian có thể cho phép vật chất đạt đến tốc độ nhanh hơn ánh sáng mà ở điều kiện bình thường không thể đạt tới. Mặc dù theo các lý thuyết hiện nay, làm sao để di chuyển trong một khu vực không-thời gian cong vẹo vẫn là vấn đề, thuyết tương đối vẫn không loại trừ khả năng "nhanh hơn ánh sáng". Các đề xuất cho vấn đề này có động cơ Alcubierre, lỗ sâu, mặc dù nền tảng vật lý cho các giải pháp này vẫn chưa chắc chắn.

## Khả năng
Theo thuyết tương đối của Einstein,  di chuyển nhanh hơn ánh sáng đồng nghĩa với du hành thời gian. Thuyết tương đối đặc biệt nói rằng: tốc độ ánh sáng trong chân không là hằng số vật lý c. Điều đó có nghĩa là đối với mọi hệ nhà quan sát quán tính, tốc độ của các hạt không khối lượng như photon luôn luôn là c, phép đo không thời gian trong các hệ quy chiếu khác nhau không liên quan tới nhau theo một phép dịch đơn giản, mà là biến đổi Poincaré. Những hệ quả quan trọng của biến đổi Poincaré gồm có:
- Động lượng của chất điểm có khối lượng tăng theo vận tốc, chất điểm có vận tốc ánh sáng sẽ có động lượng vô hạn.
- Để gia tốc một chất điểm có trọng lượng khác không tới vận tốc ánh sáng, hoặc là gia tốc hữu hạn trong thời gian vô hạn, hoặc gia tốc vô hạn trong thời gian hữu hạn.
- Trong cả hai trường hợp, mức năng lượng cần thiết đều là vô hạn. Vượt qua tốc độ ánh sáng trong một không gian đồng nhất sẽ cần một năng lượng "nhiều hơn vô hạn", điều này là không hợp lý.
- Một số nhà quan sát chuyển động ở á quang tốc sẽ mâu thuẫn với nhau về trình tự của hai sự kiện khác nhau trong không-thời gian. Nói cách khác, bất kỳ di chuyển nhanh hơn ánh sáng nào cũng sẽ được xem như là ngược dòng thời gian.

## Thực tế
Có một điều rằng, nếu một vật chất di chuyển nhanh bằng ánh sáng, thì khi ta áp dụng hệ số lorentz và thay vào công thức E=mc2, thì ta có thể cần một lượng năng lượng vô tận để di chuyển nhanh bằng ánh sáng. Điều này cản trở một phần vào khả năng di chuyển nhanh hơn ánh sáng. Tuy nhiên, cách tính trên chỉ áp dụng được với vật chất có trọng lượng, nếu trọng lượng bằng 0 thì có thể đi bằng ánh sáng, nếu là âm trọng lượng thì có thể đi nhanh hơn ánh sáng.
Và một điều quan trọng, vì nhanh hơn ánh sáng, vậy liệu chúng ta có thể nhìn thấy được ánh sáng hay không. Chúng ta có thể thấy ánh sáng nếu đi ngược chiều nó, nhưng nếu như chúng ta đi thuận chiều nó, thì làm sao để nó bắt được chúng ta để chúng ta có thể nhìn? Đây cũng là một điều cản trở khả năng di chuyển của ánh sáng.

### Các bài viết khoa học
- Encyclopedia of laser physics and technology on "superluminal transmission", with more details on phase and group velocity, and on causality
- ngày 22 tháng 7 năm 1997, The New York Times Company: Signal Travels Farther and Faster Than Light Lưu trữ ngày 27 tháng 12 năm 2008 tại Wayback Machine
- Markus Pössel: Faster-than-light (FTL) speeds in tunneling experiments: an annotated bibliography Lưu trữ ngày 23 tháng 1 năm 2010 tại Wayback Machine
- The Warp Drive: Hyper-Fast Travel Within General Relativity, Miguel Alcubierre Class. Quantum Grav. 11 (1994), L73–L77 Lưu trữ ngày 2 tháng 4 năm 2012 tại Wayback Machine
- Usenet Physics FAQ: is FTL travel or communication Possible?
- Superluminal
- Relativity, FTL and causality Lưu trữ ngày 30 tháng 12 năm 2015 tại Wayback Machine
- Subluminal Lưu trữ ngày 6 tháng 9 năm 2008 tại Wayback Machine— Java applet demonstrating group velocity information limits

### Các giải pháp được đề xuất
- Conical and paraboloidal superluminal particle accelerators Lưu trữ ngày 29 tháng 4 năm 2009 tại Wayback Machine
- Relativity and FTL (=Superluminal motion) Travel Homepage
- Advanced Interstellar Propulsion How to Travel Extreme Distances in Space. Past, Present and Proposed ideas of interstellar travel.